# Aktuellt (finländskt radioprogram)
Aktuellt 17 är ett 30 minuter långt aktualitetsprogram som sänds vardagar klockan 17.00 i radiokanalen Yle Vega i Finland. Tidigare sändes kortare Aktuellt-program under hela dagen men i en reform vid Yle 2013 fick alla nyhetssändningar på svenska namnet Yle Nyheter. Den långa Aktuelltsändningen klockan 17 fick i egenskap av aktualitetsprogram behålla sitt namn.